# Fatima Al Qadiri
Fatima Al Qadiri (Dakar, julio de 1981) es una música, artista conceptual y productora kuwaití, cuya obra se caracteriza por una estética electrónica atmosférica y experimental con influencias de la cultura árabe. Su experiencia infantil durante la Guerra del Golfo marcó profundamente su visión artística, con imágenes apocalípticas y sonidos que han permeado su música.

## Trayectoria
Es hija de la artista y escritora Thuraya Al-Baqsami y del exdiplomático y escritor Mohammed Al Qadiri, y hermana de la artista visual Monira Al Qadiri. Nació en Senegal en 1981, donde trabajaba su padre como diplomático. Con dos años regresó a Kuwait con su familia, donde vivió hasta graduarse de la escuela secundaria a los diecisiete años. Continuó sus estudios universitarios en Estados Unidos. Gracias a becas del Ministerio de Educación Superior de Kuwait, asistió brevemente a varias universidades: Universidad Estatal de Pensilvania, Universidad George Washington y Universidad de Miami, antes de transferirse a la Universidad de Nueva York y graduarse en Lingüística a los veintidós años. Cuando acabó la universidad estuvo viajando por varias ciudades antes de regresar a Estados Unidos en 2007.
En octubre de 2010, produjo un mini-mix titulado Muslim Trance, para la revista DIS bajo el alias Ayshay, lo que le brindó notoriedad. Ese mismo año comenzó su blog Global.Wav en la misma revista. En 2011, Al Qadiri y su colaborador, el artista kuwaití Khalid Al Gharaballi, recibieron una subvención del Fondo Árabe para las Artes y la Cultura para producir una instalación de video y escultura titulada Mendeel Um A7mad (NxIxSxM), que se mostró en la Plataforma de Arte Contemporáneo (CAP) de Kuwait en 2012.
Entre 2011 y 2012, lanzó varios EP's bajo el alias de Ayshay en los sellos Fade to Mind, UNO y Tri Angle. En marzo de 2013, se convirtió en miembro del colectivo artístico GCC, cuyo trabajo se ha exhibido en el espacio de arte contemporáneo MoMA PS1 de Nueva York, en el museo Fridericianum de Kassel, en la fundación de arte Sharjah Art Foundation de Sharjah, y en el Museo Whitney de Arte Estadounidense en Nueva York. 
Su álbum debut, Asiatisch, fue lanzado por el sello discográfico Hyperdub en 2014. Su discografía incluye álbumes como Brute (2016), sobre la brutalidad policial, y Shaneera (2017), que explora la cultura queer en los países del Golfo. En Medieval Femme (2021), revisita la poesía de mujeres en la época de Al-Ándalus, explorando temas de anhelo y melancolía. En febrero de 2023, lanzó el EP de ambient Gumar, con el sencillo principal titulado "Mojik (Your Waves)" con la voz del entrenador de fútbol Abdullah Al-Mutairi. La canción se utilizó como parte del audio para un interludio en el Renaissance World Tour de Beyoncé.
También forma parte del grupo Future Brown, una colaboración con Asma Maroof y Daniel Pineda de Nguzunguzu y J-Cush de Lit City Trax. Su álbum homónimo fue lanzado en Warp Records en 2015. A partir de mayo de 2017, Fatima Al Qadiri produjo su música con una configuración de un controlador MIDI de 88 teclas, monitores de estudio, un micrófono y la estación de trabajo de audio digital Logic Pro, un programa que había utilizado desde 2001. En su trabajo combina su ascendencia árabe, la música electrónica de videojuegos de su infancia y sus experiencias durante la invasión iraquí de Sadam Huseín.

## Reconocimientos
En 2022, Fatima Al Qadiri fue nominada a los Premios Goya como mejor banda sonora por su trabajo en la película La abuela del director de cine español Paco Plaza.

## Obra
- 2010 – Mahma Kan Athaman. Con Khalid al Gharaballi, Sophia Al Maria y Babak Radboy. Revista Bidoun, número 20, Nueva York. [15]
- 2011 – Pâté. Con Lauren Boyle. Common Space. Nueva York.[16]

## Discografía

### Álbumes
- Asiatisch (2014), Hyperdub
- Brute (2016), Hyperdub
- Medieval Femme (2021), Hyperdub[2]

### EPs
- Warn-U (2011), Tri Angle
- Genre-Specific Xperience (2011), UNO
- GSX Remixes (2012), UNO
- Desert Strike (2012), Fade to Mind
- Shaneera (2017), Hyperdub
- Gumar (2023), Hyperdub

### Bandas sonoras de películas
- Atlantique (2019), Milan Records
- La abuela (2021), Quartet Records
- Skincare (2024)